# Annelies Herrmann
Annelies Herrmann (* 16. November 1941 in Berlin), geb. Zechel, ist eine deutsche Politikerin (CDU) und war von 1989 bis 2006 Mitglied des Abgeordnetenhauses von Berlin. Sie ist weiterhin parteipolitisch und im Bereich der Seniorenpolitik tätig.
Annelies Herrmann engagierte sich in ihrer Jugend in der katholischen Jugendarbeit. Sie war von 1972 bis 1997 in der Kinder- und Jugendbereich der Caritas in Berlin tätig. Daneben setzte sie sich in verschiedenen Gruppen und Vereinen für die Interessen von jungen und älteren Menschen, von Behinderten und Drogenabhängigen ein.
Sie wurde 2009 mit der Berliner Ehrennadel ausgezeichnet. Sie ist seit 2005 stellvertretende Landesvorsitzende des Union-Hilfswerks. Seit 2015 ist sie außerdem Bezirksvorsitzende des Union-Hilfswerk in Berlin-Neukölln.
Annelies Herrmann war verheiratet mit dem verstorbenen Abgeordneten Dieter Herrmann (CDU). Die gemeinsame Tochter ist die ehemalige Bezirksbürgermeisterin von Friedrichshain-Kreuzberg Monika Herrmann (Grüne).